# Sifaoroasi Ulugawo
Sifaoroasi Ulugawo is een bestuurslaag in het regentschap Nias van de provincie Noord-Sumatra, Indonesië. Sifaoroasi Ulugawo telt 975 inwoners (volkstelling 2010).